# El ciclista solitari
L'aventura del ciclista solitari, un dels 56 contes de Sherlock Holmes escrits per Sir Arthur Conan Doyle, és un dels 13 contes del cicle recollit com El retorn de Sherlock Holmes (1905). Es va publicar per primera vegada a Collier's als Estats Units el 26 de desembre de 1903 i a The Strand Magazine al Regne Unit el gener de 1904.

## Trama

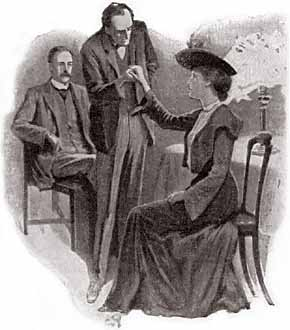
Holmes examina els dits de Violet Smith mentre el doctor Watson mira, il·lustració de 1904 de Sidney Paget.

La senyoreta Violet Smith de Farnham, Surrey, es posa en contacte amb Holmes sobre un gir inusual en la vida d'ella i de la seva mare. El pare de la Violet ha mort recentment i ha deixat la seva dona i la seva filla força pobres. Hi havia un anunci a les notícies preguntant sobre el seu parador. En contestar-ho, es van trobar amb el Sr. Carruthers i el Sr. Woodley, el primer un home prou agradable, però el segon un bullying. Havien vingut de Sud-àfrica, on havien conegut l'oncle de Violet, Ralph Smith, que ara també havia mort en la pobresa i, pel que sembla, volia veure que els seus familiars estaven coberts. Això va semblar estrany a la Violet, ja que ella i la seva família no havien sentit ni una paraula de Smith des que va marxar a Sud-àfrica fa 25 anys. Carruthers i Woodley van explicar que abans de morir, Ralph havia sentit parlar de la mort del seu germà i es va sentir responsable del benestar dels seus supervivents.
Carruthers va començar oferint a Violet una feina com a professora de música per a la seva filla de deu anys per 100 lliures a l'any, aproximadament el doble de la tarifa vigent. Va acceptar després que Carruthers digués que podia visitar la seva mare els caps de setmana. Va anar bé fins que el Sr. Woodley va venir per quedar-s'hi una setmana. Va fer-li els avenços sexuals més maldestres possibles, i va presumir que si la Violet es casava amb ell, tindria una vida de luxe. Fins i tot la va agafar i li va demanar un petó, precipitant-se l'expulsió pel seu amfitrió, Carruthers. La Violet no ha vist a Woodley des d'aleshores.
El fet específic que ha portat a la Violet a buscar els serveis d'Holmes, però, és l'estrany home que la segueix amb la seva bicicleta mentre va i torna a l'estació de tren per a les visites de cap de setmana a la seva mare. L'home estrany sempre guarda la distància darrere d'ella i desapareix sense deixar rastre, sense deixar-la apropar mai, i sempre pel mateix tram solitari de carretera. La Violet no el reconeix, però té una barba negra. Holmes li pregunta sobre els seus admiradors i, a part de Woodley, si es pot posar com a tal, només pot pensar en el senyor Carruthers, que, tot i ser un cavaller perfecte en tot moment, sembla atret per ella.
Després que la Violet se'n va, Holmes observa que és estrany que una família pagui 100 lliures a l'any per un professor de música, però sigui massa barat per pagar un cavall i una trampa. Envia el doctor Watson a Surrey per veure què pot esbrinar. Això resulta ser pràcticament res, llevat d'establir que la història de la dama és certa i que l'home misteriós surt i torna a una casa local, Charlington Hall. Holmes retreu a Watson pels seus poc brillants resultats. També reben una carta de Violet aquell vespre dient que Carruthers li ha proposat matrimoni, però ella va haver de negar-se perquè ja està compromesa amb un home anomenat Cyril Morton, un enginyer elèctric a Coventry .

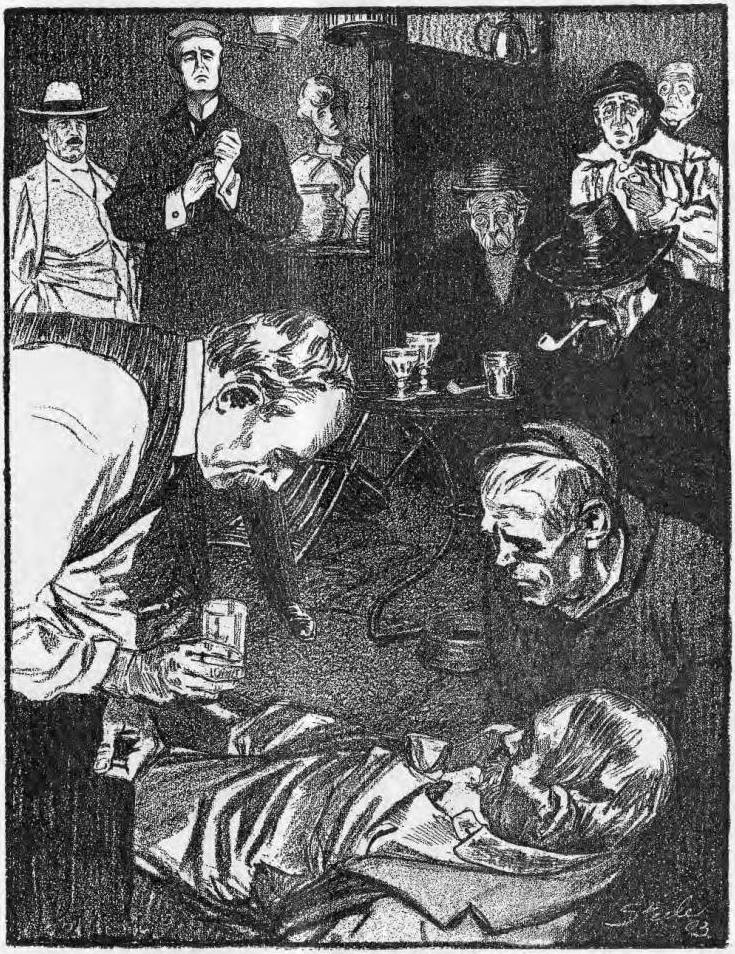
Holmes lluita contra Woodley en un pub, il·lustració de 1903 de Frederic Dorr Steele a Collier's

Holmes va a Surrey, i es baralla en un pub pels seus problemes; quan torna i li explica a Watson el que va passar, en realitat considera que la seva experiència a Surrey és hilarant. Sembla que el senyor Woodley estava a la taverna del pub i va sentir esmentar el seu nom en una conversa. Va sortir i va demanar saber qui era Holmes i què volia. La discussió es va convertir en violència; Holmes va sortir amb uns quants hematomes, mentre que Woodley va haver de ser portat a casa. L'hostaler es va limitar a esmentar que Woodley és un hoste habitual del cap de setmana a Charlington Hall, que és llogat per Williamson, que, segons es rumoreja, és un clergue.
Holmes torna al 221B de Baker Street amb la cara una mica malmesa, i arriba una altra carta de Violet, dient que la seva situació s'ha tornat impossible a causa de les propostes del Sr. Carruthers i la reaparició del Sr. Woodley. Ella està per marxar. Holmes sap que hi ha una mica d'intriga, i li diu a Watson que han d'anar a Surrey per veure que la Violet arriba a l'estació. Carruthers per fi ha adquirit una trampa, i aquesta vegada no necessita anar amb bicicleta.
Sense adonar-se que la Violet podria agafar un tren abans de l'habitual, Holmes descobreix que és massa tard per trobar-se amb la Violet. El parany ve al llarg de la carretera, però quan ho fa, no hi ha ningú: la Violet ha estat segrestada. Holmes i Watson s'aborden a la trampa buida en un intent de perseguir els segrestadors. Es troben cara a cara amb el misteriós ciclista, que els apunta amb un revòlver; tanmateix, ambdues parts ràpidament s'adonen que estan del mateix bàndol: ambdues tenen al cap el benestar de la Violet. El ciclista declara que els segrestadors són Woodley i Williamson. Evidentment, sap alguna cosa de la intriga.

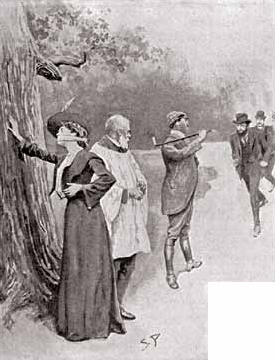
Carruthers i Holmes aturant el casament, il·lustració de 1904 de Sidney Paget

El grup primer troba un nuvi inconscient, que conduïa la trampa, als arbustos, i després troben les tres persones que han estat buscant als terrenys de Charlington Hall, amb el clergue aparentment desvestit fent una cerimònia de noces entre els altres dos. La núvia és una mica reticent, a jutjar per la mordaça sobre la seva boca. La jactància de Woodley d'haver-se casat amb la Violet fa que el misteriós ciclista, desenmascarant-se com a Carruthers, tregui el seu revòlver i dispara a Woodley, fent-lo ferit.
La intriga implica efectivament l'oncle Ralph a Sud-àfrica. S'estava morint quan Carruthers i Woodley van marxar; lluny de ser sense diners a la seva mort, es revela que, en realitat, l'oncle Ralph havia acumulat una gran fortuna. Com que era analfabet, segurament moriria sense testament i, per tant, Violet heretaria la seva riquesa com a familiar més proper de Ralph. Els dos lladres van fer el seu camí cap a Anglaterra amb l'esperança que un d'ells es casés amb la Violet (Woodley havia guanyat l'oportunitat en una partida de cartes al vaixell) i van haver d'atraure Williamson a la trama, prometent-li una part del benefici. El pla va sortir malament quan primer, Woodley va demostrar ser un brut, i després, Carruthers es va enamorar de Violet, i després no va voler res a veure amb els seus antics confederats. Va començar a disfressar-se i seguir-la mentre passava amb la seva bicicleta per davant de Charlington Hall, on sabia que Woodley i Williamson podrien estar a l'aguait per ella.
Woodley i Williamson esperen greus penes, però Carruthers només aconsegueix uns mesos a causa de la mala reputació de Woodley. Holmes assegura a Carruthers que el "matrimoni" realitzat per Williamson va ser nul; no només es va fer en contra de la voluntat de Violet, sinó que a Williamson havia estat suspès d'ordes i, per tant, no tenia autoritat per legalitzar un matrimoni.

## Historial de publicacions
L'aventura del ciclista solitari es va publicar als Estats Units a Collier's el 26 de desembre de 1903 i al Regne Unit a The Strand Magazine el gener de 1904. La història va ser publicada amb cinc il·lustracions de Frederic Dorr Steele a Collier's, i amb set il·lustracions de Sidney Paget al Strand. Va ser inclòs a la col·lecció de contes El retorn de Sherlock Holmes, que es va publicar als Estats Units el febrer de 1905 i al Regne Unit el març de 1905.
La primera versió de la història va ser rebutjada per l'editor de The Strand Magazine perquè Holmes no estava gaire implicat en la trama.
Conan Doyle no estava gaire satisfet amb la història i creia que les tres primeres històries de El retorn de Sherlock Holmes ("L'aventura de la casa deshabitada", "El constructor de Norwood" i "Els homes ballarins") eren millors que aquesta història. També comet un lapsus en la narració quan esmenta explícitament la visita de Violet Smith a Holmes que va tenir lloc el dissabte 23 d'abril de 1895; el 23 d'abril d'aquell any va caure en dimarts.

## Adaptacions

### Cinema i televisió
La història va ser adaptada com a curtmetratge mut de 1921 a la sèrie de pel·lícules Stoll protagonitzada per Eille Norwood com Sherlock Holmes.
La història va ser adaptada per a la sèrie de la BBC de 1968 amb Peter Cushing. Ara l'episodi està perdut.
La versió de Granada TV amb Jeremy Brett va ser relativament fidel a la història original; tanmateix, té un final d'alleujament còmic quan l'experiment químic d'Holmes fa que el pis s'ompli de fum i porta els bombers al lloc dels fets. (L'experiment químic, sense fum, és de "L'aventura del Tractat Naval".)

### Ràdio
La història va ser adaptada per Edith Meiser com a episodi de la sèrie de ràdio nord-americana  The Adventures of Sherlock Holmes. L'episodi es va emetre el 27 d'abril de 1931, amb Richard Gordon com Sherlock Holmes i Leigh Lovell com el Dr. Watson. Un remake del guió es va emetre el 20 de juny de 1936 (amb Gordon com a Holmes i Harry West com a Watson).
Meiser també va adaptar la història per a la sèrie de ràdio nord-americana The New Adventures of Sherlock Holmes, amb Basil Rathbone com a Holmes i Nigel Bruce com a Watson. L'episodi es va emetre el 26 d'octubre de 1941.
John Gielgud va interpretar Sherlock Holmes i Ralph Richardson va interpretar Watson en una adaptació radiofònica de la història que es va emetre el 30 de novembre de 1954 al BBC Light Program. La producció també es va emetre a la ràdio NBC el 27 de febrer de 1955.
Michael Hardwick va adaptar la història per al BBC Light Program com a part de la sèrie de ràdio 1952–1969 protagonitzada per Carleton Hobbs com Holmes i Norman Shelley com Watson. Es va emetre l'any 1964.
Una adaptació de la història es va emetre a la ràdio de la BBC el 1978, protagonitzada per Barry Foster com Holmes i David Buck com Watson. Va ser adaptat per Michael Bakewell.
"The Solitary Cyclist" va ser dramatitzat per a BBC Radio 4 el 1993 per Bert Coules com a part de la sèrie de ràdio 1989-1998 protagonitzada per Clive Merrison com Holmes i Michael Williams com Watson, i compta amb Denis Quilley com Bob Carruthers, Susannah Harker com Violet Smith, David Holt com a Jack Woodley i Peter Penry-Jones com a Williamson.
La història va ser adaptada com a episodi del 2015 de The Classic Adventures of Sherlock Holmes, una sèrie del programa de ràdio nord-americà Imagination Theatre,, protagonitzada per John Patrick Lowrie com Holmes i Lawrence Albert com Watson.